# جايسون بارتليت
جايسون بارتليت (بالإنجليزية: Jason Bartlett)‏ هو لاعب كرة قاعدة أمريكي، ولد في 30 أكتوبر 1979 في ماونتن فيو في الولايات المتحدة.

## وصلات خارجية
- جايسون بارتليت على موقع دوري كرة القاعدة الرئيسي (الإنجليزية)
- جايسون بارتليت على موقعبيزبول رفرنس.كوم (الدوري الرئيسي) (الإنجليزية)
- جايسون بارتليت على موقعبيزبول رفرنس.كوم (الدوري الثانوي) (الإنجليزية)
- جايسون بارتليت على موقع إي إس بي إن.كوم (أم.أل.بي) (الإنجليزية)
- جايسون بارتليت على موقع مشجعي الرسوم البيانية (الإنجليزية)